# Bitwa pod Słonimem (IX 1920)

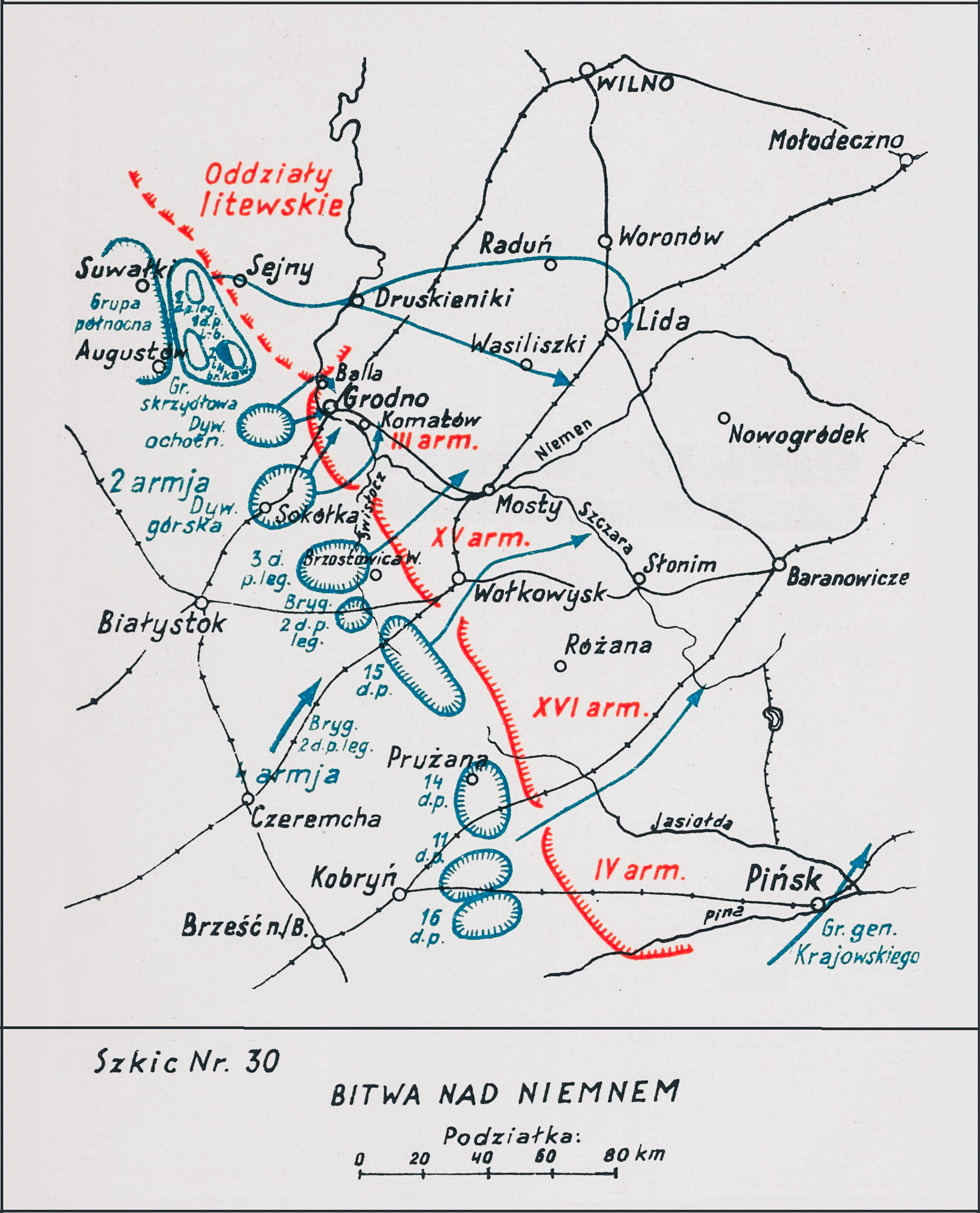
Adam Przybylski
Wojna Polska 1918–1921

Bitwa pod Słonimem – część operacji niemeńskiej; walki 14 Wielkopolskiej Dywizji Piechoty gen. Daniela Konarzewskiego z sowieckimi 17., 41. i 48 Dywizją Strzelców w czasie ofensywy jesiennej wojsk polskich w okresie wojny polsko-bolszewickiej.

## Sytuacja ogólna
Realizując w drugiej połowie sierpnia 1920 roku operację warszawską, wojska polskie powstrzymały armie Frontu Zachodniego Michaiła Tuchaczewskiego. 1 Armia gen. Franciszka Latinika zatrzymała sowieckie natarcie na przedmościu warszawskim, 5 Armia gen. Władysława Sikorskiego podjęła działania ofensywne nad Wkrą, a ostateczny cios sowieckim armiom zadał marszałek Józef Piłsudski, wyprowadzając uderzenie znad Wieprza. Zmieniło to radykalnie losy wojny. Od tego momentu Wojsko Polskie było w permanentnej ofensywie.
Po wielkiej bitwie nad Wisłą północny odcinek frontu polsko-sowieckiego zatrzymał się na zachód od linii Niemen – Szczara. Na froncie panował względny spokój, a obie strony reorganizowały swoje oddziały. Wojska Frontu Zachodniego odtworzyły ciągłą linię frontu już 27 sierpnia. Obsadziły one rubież Dąbrówka – Odelsk – Krynki – Grodno – Grodek – Kamieniec Litewski. Stąd Tuchaczewski zamierzał przeprowadzić koncentryczne natarcie na Białystok i Brześć, by dalej ruszyć na Lublin. Uderzenie pomocnicze na południu miała wykonać między innymi 1 Armia Konna Siemiona Budionnego.
Reorganizując siły, Naczelne Dowództwo Wojska Polskiego zlikwidowało dowództwa frontów i rozformowało 1. i 5. Armię. Na froncie przeciwsowieckim rozwinięte zostały 2., 3., 4. i 6. Armia.
10 września, na odprawie w Brześciu ścisłych dowództw 2 i 4 Armii, Józef Piłsudski nakreślił zarys planu nowej bitwy z wojskami Frontu Zachodniego. Rozpoczęły się prace sztabowe nad planem bitwy niemeńskiej. Pomyślana ona była jako pewna kontynuacja operacji warszawskiej, przy założeniu, że jej celem będzie ostateczne rozgromienie wojsk rosyjskiego Frontu Zachodniego.
Myślą przewodnią było związanie głównych sił przeciwnika w centrum poprzez natarcie w kierunku na Grodno i Wołkowysk. Jednocześnie północna grupa uderzeniowa, skoncentrowana na lewym skrzydle 2 Armii, miała szybkim marszem przeciąć skrawek terytorium litewskiego i wyjść na głębokie tyły oddziałów Armii Czerwonej, zaangażowanych w bój o Grodno i Wołkowysk.
Podczas polskiej ofensywy na Białorusi zadanie sforsowania Szczary i opanowania Słonima otrzymała 14 Wielkopolska Dywizja Piechoty.

## Walki pod Słonimem
27 września dowódca 14 Wielkopolskiej Dywizji Piechoty gen. Daniel Konarzewski rozpoczął działania na Słonim.
Swoją dywizję ugrupował w dwie kolumny:
- od zachodu maszerowała grupa gen. Michała Milewskiego w składzie trzy bataliony 58 pułku piechoty, batalion 57 pułku piechoty, 15 pułk ułanów, I dywizjon 14 pułku artylerii polowej,
- od południa przemieszczała się grupa mjr. Ludwika Łęgowskiego w składzie trzy bataliony 56 pułku piechoty i III dywizjon 14 pułku artylerii ciężkiej[11][12].

Nocą z 27 na 28 września południowa grupa mjr. Łęgowskiego podeszła pod Żyrowicze. Idący w awangardzie III batalion 56 pułku piechoty wtargnął do miasteczka, zaatakował podpalony przez Sowietów most na rzece, ugasił ogień i utworzył silny przyczółek na wschodnim brzegu Szczary.
Z przyczółka do skrzydłowego natarcia ruszyły 11 i 12 kompania III/56 pp. W czasie domarszu do rubieży ataku polskie kompanie zaskoczyły odpoczywający w lesie pododdział sowieckiej 41 Dywizji Strzelców, rozbiły go, wzięły około 150 jeńców, zdobyły siedem dział i sześć cekaemów. Pozostałe bataliony pułku obsadziły trakt Słonim – Baranowicze pod Albertynem i tutaj oczekiwały na oddziały Armii Czerwonej, spychane przez siły główne 14 Dywizji Piechoty.
28 września od zachodu do Słonima dotarł 58 pułk piechoty wielkopolskiej, wzmocniony dywizjonem 14 pułku artylerii polowej; zdobył nienaruszony most na Szczarze i po gwałtownych walkach opanował miasto.

## Bilans walk
W pościgu za cofającą się sowiecką 48 Dywizją Strzelców polska 14 Wielkopolska Dywizja Piechoty gen. Daniela Konarzewskiego zajęła Baranowicze i Słonim, a następnie rozbiła 143 Brygadę Strzelców, biorąc 300 jeńców i zdobywając 15 ckm-ów.